# Matollera
Les matolleres (Atrichornis) són un gènere d'ocells, l'únic de la família dels atricòrnids (Atrichornidae). És format per dues espècies i inclòs en el gran ordre dels passeriformes. Ambdues espècies, natives d'Austràlia, són molt escasses.

## Morfologia
- Les dues espècies tenen aproximadament la mateixa mida que un estornell vulgar, fent 17 - 23 cm de llargària.
- Plomatge de colors críptics en tons marrons i negres.
- Ales curtes i arrodonides. Cua llarga sovint erecta.
- Les potes són llargues i potents, amb fortes cuixes.

## Hàbitat i distribució
Són aus terrestres que viuen en zones de sotabosc dens al sud-oest i est d'Austràlia.

## Comportament
- Corren àgilment però són voladors dolents.
- El cant dels mascles és molt potent, un crit metàl·lic que s'escolta a grans distàncies i de prop pot resultar molest.

## Reproducció
Les femelles fan els nius a nivell de terra i curen dels pollets en solitari.

## Taxonomia
La família dels atricòrnids és força antiga i està molt relacionada amb els ocells lira, i potser també amb els ptilonorínquids (Ptilonorhynchidae) i els climactèrids (Climacteridae). Les quatre famílies s'haurien originat arran la gran radiació dels còrvids de la regió d'Austràlia-Nova Guinea.
- Espècies:
  - Atrichornis rufescens - matollera rogenca.
  - Atrichornis clamosus - matollera xerraire.